# 福岡市警察部
福岡市警察部（ふくおかしけいさつぶ）は、福岡県警察が警察法第52条に基づき福岡市に設置している部門（市警察部）。同条では「指定市の区域内における道府県警察本部の事務を分掌させるため、当該指定市の区域に市警察部を置く。」と定められており、政令指定都市である福岡市に設置されている。市警察部長にはノンキャリアのベテラン警視正が就く。
根拠法令
警察法第52条「指定市の区域内における道府県警察本部の事務を分掌させるため、当該指定市の区域に市警察部を置く。」
設置目的
政令指定都市である福岡市と、市内の9警察署との連絡・調整。警察署間の事務に係る総合的企画。街頭活動による治安対策。
組織
- 特別遊撃隊

担当区域の警察署（福岡市内の全警察署）
- 中央、博多、東、早良、城南、西、南、博多臨港、福岡空港の各警察署

## 特別遊撃隊
政令指定都市には市警察部が設置されているが、直属の実動部隊を設置しているのは北九州市警察部と福岡市警察部のみとなっている。
2023年に本部街頭犯罪特別遊撃隊が生活安全部から福岡市警察部に移管されて発足した。女性警察官を含めた私服勤務員が深夜時間帯に特化した職務質問と初動捜査等を行い、性犯罪や飲酒運転のほか、テロや不良グループ対策など様々な事案に対応する。